# Bitwa pod Chocimiem (1673)

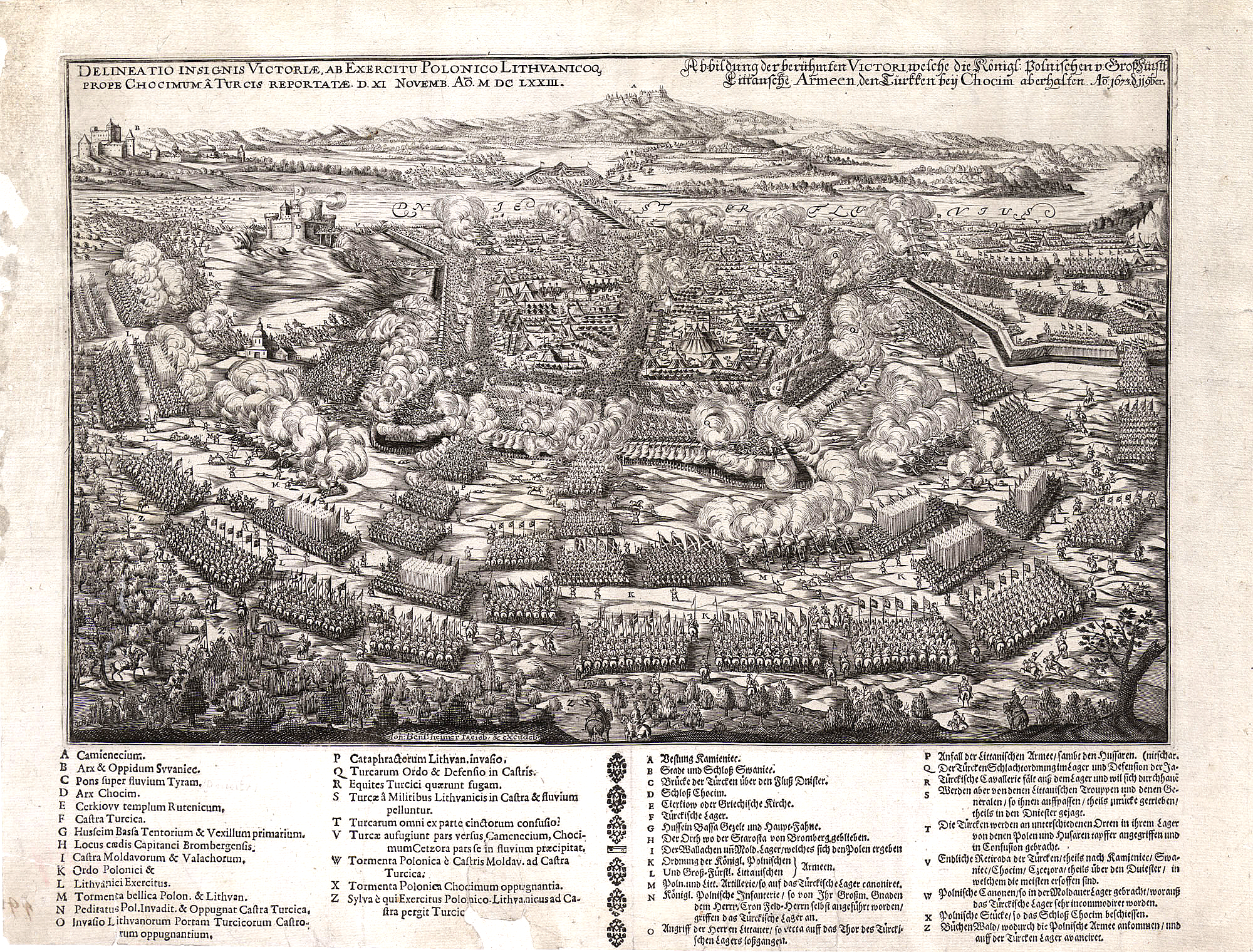
Bitwa pod Chocimiem w 1673 roku

Bitwa pod Chocimiem – bitwa stoczona 11 listopada 1673 pomiędzy Rzecząpospolitą Obojga Narodów a Imperium Osmańskim.
Wojska koronne i litewskie pod dowództwem hetmana wielkiego koronnego Jana Sobieskiego odniosły zwycięstwo nad wojskami tureckimi pod wodzą Husejna Paszy (ok. 35 tys. umocnionych w dawnym – z czasów pierwszej bitwy chocimskiej w 1621 roku – obozie polskim). Dzięki błyskawicznemu szturmowi wojska polskie zdobyły obóz ze 120 działami i rozbiły pierwszą armię osmańską. Chocimska wiktoria, traktowana przez Polaków jako odwet za Pokój w Buczaczu (1672), pozwoliła Sobieskiemu rok później wygrać elekcję i zasiąść na tronie Polski.

## Opis bitwy
Wojska polskie, liczące około 30 tysięcy żołnierzy, pod dowództwem hetmana wielkiego koronnego Jana Sobieskiego, obległy twierdzę chocimską w pierwszych dniach listopada 1673 roku. Twierdza miała naturalne walory obronne, gdyż położona była w zakolu Dniestru. Od strony lądu zabezpieczona była wałami ziemnymi i licznymi szańcami obronnymi zbudowanymi w miejscu dawnego obozu polskiego sprzed pół wieku. Pierwsze ataki na pozycje tureckie przeprowadził Sobieski 10 listopada, miały one jednakże na celu jedynie rozpoznanie pola walki i rozmieszczenia sił przeciwnika. Właściwa bitwa rozegrana została następnego dnia, gdy Sobieski uderzył na Turków zmęczonych pogodą i bezsennością. Polski wódz wykorzystał fakt, że była mroźna pogoda, a Turcy nie byli do takiego klimatu przystosowani i przygotowani.
Po całonocnym markowaniu ataku przez oblegających, w śnieżnej zadymce, przy silnym wietrze i morderczym dla Turków zimnie, o brzasku 11 listopada Sobieski osobiście poprowadził swe wojska do szturmu na obóz turecki. Po salwie armatniej piechota i spieszeni dragoni wdarli się na wały, spychając nieprzyjaciela i wyrównując teren dla kawalerii. Po czym przez wyłomy w wałach i szańcach runęła husaria pod przywództwem hetmana Jabłonowskiego. Turcy odpowiedzieli kontratakiem kawalerii spahisów, lecz ci nie wytrzymali brawurowej szarży husarii i wkrótce walki rozgorzały wewnątrz twierdzy i obozu tureckiego, wśród gęstwy namiotów. Wobec paniki, jaka opanowała oddziały tureckie, Husejn Pasza zarządził ewakuację na drugi brzeg Dniestru. Lecz jedyny w Chocimiu most został uszkodzony ogniem polskiej artylerii i załamał się pod ciężarem uciekających. Tylko kilku tysiącom Turków spośród całej, 35-tysięcznej armii udało się przedostać do Kamieńca Podolskiego.
Reszta wojsk tureckich poległa bądź dostała się do niewoli. Straty Polaków były znacznie mniejsze, zdobyto silnie umocnioną twierdzę z wielkimi zapasami żywności i zaopatrzenia wojennego.
Bitwa chocimska zakończyła się pełnym zwycięstwem Rzeczypospolitej, nie przyniosło ono jednak przełomu w wojnie i nie doprowadziło do odzyskania Kamieńca Podolskiego. Natomiast wzrósł niepomiernie prestiż Rzeczypospolitej w Europie, a zwłaszcza respekt dla hetmana Jana Sobieskiego u Turków, którzy odtąd zwali Sobieskiego „Lwem Chocimskim”.

## Skład wojsk polskich
- Husaria: 1670 (12 chorągwi)
- Pancerni: 11 105 (110 chorągwi)
- Dragonia: 5828 (19 chorągwi)
- Jazda wołoska: 1619 (19 chorągwi)
- Arkebuzeria: 342 (3 chorągwie)
- Piechota: 7988 (23 chorągwie)
- Piechota węgierska: 500 (4 chorągwie)

Łącznie: 29 052 żołnierzy

## Upamiętnienie
Walki rycerzy polskich pod Chocimiem zostały, po 1990 r., upamiętnione na Grobie Nieznanego Żołnierza w Warszawie napisem na jednej z tablic:
    CHOCIM
2 IX – 9 X 1621
10 – 11 XI 1673